# Grande Prêmio de Mônaco de 1990
Resultados do Grande Prêmio de Mônaco de Fórmula 1 realizado em Montecarlo em 27 de maio de 1990. Quarta etapa do campeonato, foi vencido pelo brasileiro Ayrton Senna, da McLaren-Honda, com Jean Alesi em segundo pela Tyrrell-Ford e Gerhard Berger em terceiro com a outra McLaren-Honda.

## Resumo
A previsão era de uma corrida muito disputada entre Ayrton Senna e Alain Prost, porque o francês tinha na Ferrari um carro mais curto, mais apropriado para as fechadas curvas de Mônaco. Pelo menos é o que previa John Barnard, o chamado mago da aerodinâmica, projetista da F90.
Como não avisaram Senna da suposta vantagem de Prost, ele foi logo marcando a pole position. Largou bem e quando abria vantagem a bandeira vermelha baixou anulando a corrida pois Prost e Berger colidiram na curva Mirabeau.
Na segunda largada, Senna foi ainda mais rápido e jamais tomou conhecimento da concorrência. Completou as 78 voltas no tempo recorde de 1h52min45s - 1,08 minutos a frente de Jean Alesi, o segundo colocado - e, de quebra, foi autor da volta mais rápida.
Era a terceira vitória de Ayrton Senna no principado (87, 89 e 90), o que preocupou os segurança da família Grimaldi. Com a maior discrição, Ron Dennis, patrão da McLaren, cochichou no ouvido de Senna o pedido do guarda-costas do principe Rainnier, para que o piloto não repetisse o banho de champanhe que deu no soberano na vitória de 1987. Senna, como bom plebeu, obedeceu e quem tomou banho de espuma foi Ron Dennis e o segurança mór.

## Classificação da prova

### Pré-classificação
| Pos. | Nº | Piloto             | Construtor       | Tempo    | Dif.     |
| ---- | -- | ------------------ | ---------------- | -------- | -------- |
| 1    | 29 | Eric Bernard       | Lola-Lamborghini | 1:27.134 | —        |
| 2    | 30 | Aguri Suzuki       | Lola-Lamborghini | 1:27.548 | + 0.414  |
| 3    | 14 | Olivier Grouillard | Osella-Ford      | 1:27.938 | + 0.804  |
| 4    | 33 | Roberto Moreno     | EuroBrun-Judd    | 1:28.295 | + 1.161  |
| 5    | 17 | Gabriele Tarquini  | AGS-Ford         | 1:28.677 | + 1.543  |
| 6    | 18 | Yannick Dalmas     | AGS-Ford         | 1:30.511 | + 3.377  |
| 7    | 34 | Claudio Langes     | EuroBrun-Judd    | 1:33.195 | + 6.061  |
| 8    | 31 | Bertrand Gachot    | Coloni-Subaru    | 1:39.295 | + 12.161 |
| 9    | 39 | Bruno Giacomelli   | Life             | 1:41.187 | + 14.053 |

### Treinos oficiais
| Pos.    | Nº | Piloto             | Construtor        | Q1       | Q2       | Dif.    |
| ------- | -- | ------------------ | ----------------- | -------- | -------- | ------- |
| 1       | 27 | Ayrton Senna       | McLaren-Honda     | 1:21.797 | 1:21.314 | —       |
| 2       | 1  | Alain Prost        | Ferrari           | 1:23.449 | 1:21.776 | + 0.462 |
| 3       | 4  | Jean Alesi         | Tyrrell-Ford      | 1:23.372 | 1:21.801 | + 0.487 |
| 4       | 6  | Riccardo Patrese   | Williams-Renault  | 1:24.179 | 1:22.026 | + 0.712 |
| 5       | 28 | Gerhard Berger     | McLaren-Honda     | 1:23.001 | 1:22.682 | + 1.368 |
| 6       | 5  | Thierry Boutsen    | Williams-Renault  | 1:23.936 | 1:22.691 | + 1.377 |
| 7       | 2  | Nigel Mansell      | Ferrari           | 1:24.433 | 1:22.733 | + 1.419 |
| 8       | 23 | Pierluigi Martini  | Minardi-Ford      | 1:24.012 | 1:23.149 | + 1.835 |
| 9       | 21 | Emanuele Pirro     | Dallara-Ford      | 1:24.766 | 1:23.494 | + 2.180 |
| 10      | 20 | Nelson Piquet      | Benetton-Ford     | 1:25.273 | 1:23.566 | + 2.252 |
| 11      | 12 | Martin Donnelly    | Lotus-Lamborghini | 1:24.724 | 1:23.600 | + 2.286 |
| 12      | 22 | Andrea de Cesaris  | Dallara-Ford      | 1:25.849 | 1:23.613 | + 2.299 |
| 13      | 11 | Derek Warwick      | Lotus-Lamborghini | 1:24.070 | 1:23.656 | + 2.342 |
| 14      | 8  | Stefano Modena     | Brabham-Judd      | 1:25.485 | 1:23.920 | + 2.606 |
| 15      | 30 | Aguri Suzuki       | Lola-Lamborghini  | 1:27.193 | 1:24.023 | + 2.709 |
| 16      | 19 | Alessandro Nannini | Benetton-Ford     | 1:25.926 | 1:24.139 | + 2.825 |
| 17      | 25 | Nicola Larini      | Ligier-Ford       | 1:24.206 | 1:24.270 | + 2.892 |
| 18      | 26 | Philippe Alliot    | Ligier-Ford       | 1:25.387 | 1:24.294 | + 2.980 |
| 19      | 24 | Paolo Barilla      | Minardi-Ford      | 1:26.352 | 1:24.334 | + 3.020 |
| 20      | 35 | Gregor Foitek      | Onyx-Ford         | 1:26.183 | 1:24.367 | + 3.053 |
| 21      | 3  | Satoru Nakajima    | Tyrrell-Ford      | 1:25.679 | 1:24.371 | + 3.057 |
| 22      | 10 | Alex Caffi         | Arrows-Ford       | 1:26.520 | 1:25.000 | + 3.686 |
| 23      | 16 | Ivan Capelli       | Leyton House-Judd | 1:26.969 | 1:25.020 | + 3.706 |
| 24      | 29 | Eric Bernard       | Lola-Lamborghini  | 1:25.398 | 1:25.541 | + 4.084 |
| 25      | 7  | David Brabham      | Brabham-Judd      | 1:28.339 | 1:25.420 | + 4.106 |
| 26      | 36 | J. J. Lehto        | Onyx-Ford         | 1:27.923 | 1:25.508 | + 4.194 |
| 27      | 9  | Michele Alboreto   | Arrows-Ford       | 1:27.282 | 1:25.622 | + 4.308 |
| 28      | 14 | Olivier Grouillard | Osella-Ford       | 1:25.785 | 1:26.781 | + 4.471 |
| 29      | 15 | Maurício Gugelmin  | Leyton House-Judd | 1:26.943 | 1:26.192 | + 4.878 |
| 30      | 33 | Roberto Moreno     | EuroBrun-Judd     | 1:26.604 | 1:27.265 | + 5.290 |
| Fontes: |    |                    |                   |          |          |         |

### Corrida
| Pos.    | Nº | Piloto             | Construtor        | Voltas | Tempo/Diferença   | Grid | Pontos |
| ------- | -- | ------------------ | ----------------- | ------ | ----------------- | ---- | ------ |
| 1       | 27 | Ayrton Senna       | McLaren-Honda     | 78     | 1:52:46.982       | 1    | 9      |
| 2       | 4  | Jean Alesi         | Tyrrell-Ford      | 78     | + 1.087           | 3    | 6      |
| 3       | 28 | Gerhard Berger     | McLaren-Honda     | 78     | + 2.073           | 5    | 4      |
| 4       | 5  | Thierry Boutsen    | Williams-Renault  | 77     | + 1 volta         | 6    | 3      |
| 5       | 10 | Alex Caffi         | Arrows-Ford       | 76     | + 2 voltas        | 22   | 2      |
| 6       | 29 | Eric Bernard       | Lola-Lamborghini  | 76     | + 2 voltas        | 24   | 1      |
| 7       | 35 | Gregor Foitek      | Onyx-Ford         | 72     | Colisão           | 20   |        |
| Ret     | 11 | Derek Warwick      | Lotus-Lamborghini | 66     | Rodou             | 13   |        |
| Ret     | 2  | Nigel Mansell      | Ferrari           | 63     | Bateria           | 7    |        |
| Ret     | 24 | Paolo Barilla      | Minardi-Ford      | 52     | Câmbio            | 19   |        |
| Ret     | 36 | J. J. Lehto        | Onyx-Ford         | 52     | Câmbio            | 26   |        |
| Ret     | 26 | Philippe Alliot    | Ligier-Ford       | 47     | Câmbio            | 18   |        |
| Ret     | 6  | Riccardo Patrese   | Williams-Renault  | 41     | Distribuidor      | 4    |        |
| Ret     | 22 | Andrea de Cesaris  | Dallara-Ford      | 38     | Motor             | 12   |        |
| Ret     | 3  | Satoru Nakajima    | Tyrrell-Ford      | 36     | Rodou             | 21   |        |
| DSQ     | 20 | Nelson Piquet      | Benetton-Ford     | 34     | Queimou a largada | 10   |        |
| Ret     | 1  | Alain Prost        | Ferrari           | 30     | Bateria           | 2    |        |
| Ret     | 19 | Alessandro Nannini | Benetton-Ford     | 20     | Câmbio            | 16   |        |
| Ret     | 7  | David Brabham      | Brabham-Judd      | 16     | Transmissão       | 25   |        |
| Ret     | 16 | Ivan Capelli       | Leyton House-Judd | 13     | Freios            | 23   |        |
| Ret     | 25 | Nicola Larini      | Ligier-Ford       | 12     | Diferencial       | 17   |        |
| Ret     | 30 | Aguri Suzuki       | Lola-Lamborghini  | 11     | Falha na direção  | 15   |        |
| Ret     | 23 | Pierluigi Martini  | Minardi-Ford      | 7      | Pane elétrica     | 8    |        |
| Ret     | 12 | Martin Donnelly    | Lotus-Lamborghini | 6      | Câmbio            | 11   |        |
| Ret     | 8  | Stefano Modena     | Brabham-Judd      | 3      | Transmissão       | 14   |        |
| Ret     | 21 | Emanuele Pirro     | Dallara-Ford      | 0      | Motor             | 9    |        |
| DNQ     | 9  | Michele Alboreto   | Arrows-Ford       |        |                   |      |        |
| DNQ     | 14 | Olivier Grouillard | Osella-Ford       |        |                   |      |        |
| DNQ     | 15 | Maurício Gugelmin  | Leyton House-Judd |        |                   |      |        |
| DNQ     | 33 | Roberto Moreno     | EuroBrun-Judd     |        |                   |      |        |
| DNPQ    | 17 | Gabriele Tarquini  | AGS-Ford          |        |                   |      |        |
| DNPQ    | 18 | Yannick Dalmas     | AGS-Ford          |        |                   |      |        |
| DNPQ    | 34 | Claudio Langes     | EuroBrun-Judd     |        |                   |      |        |
| DNPQ    | 31 | Bertrand Gachot    | Coloni-Subaru     |        |                   |      |        |
| DNPQ    | 39 | Bruno Giacomelli   | Life              |        |                   |      |        |
| Fontes: |    |                    |                   |        |                   |      |        |

## Tabela do campeonato após a corrida
| Pos.    | Piloto           | Pontos |
| ------- | ---------------- | ------ |
| 1       | Ayrton Senna     | 22     |
| 2       | Gerhard Berger   | 16     |
| 3       | Jean Alesi       | 13     |
| 4       | Alain Prost      | 12     |
| 5       | Riccardo Patrese | 9      |
| Fontes: |                  |        |

| Pos.    | Construtor       | Pontos |
| ------- | ---------------- | ------ |
| 1       | McLaren-Honda    | 38     |
| 2       | Williams-Renault | 18     |
| 3       | Ferrari          | 15     |
| 4       | Tyrrell-Ford     | 14     |
| 5       | Benetton-Ford    | 10     |
| Fontes: |                  |        |

- Nota: Somente as primeiras cinco posições estão listadas. Entre 1981 e 1990 cada piloto podia computar onze resultados válidos por temporada não havendo descartes no mundial de construtores.